# Mellan himmel och jord (TV-serie)
Mellan himmel och jord (originaltitel: Joan of Arcadia) är en amerikansk TV-serie, som ursprungligen sändes på TV-kanalen CBS i USA från den 26 september 2003 till den 22 april 2005. Huvudrollen, Joan Girardi, spelas av Amber Tamblyn.